# ハドハドハンカ
ハドハドハンカ (Hadaden, Hadhadhanka, Xadhadhanka, Xaadhadhan, Xadhadhan, Xadhaadhanka, Xaadhadhan) はプントランドのアイン地域（ソマリランドのトゲアー地域のブーホードレ地区）にある町。プントランド・ソマリランド紛争の境界にあるため帰属がはっきりしないが、2021年ソマリランド選挙の阻止に成功するなどプントランドがやや支配的。

## 歴史
2010年8月、ハドハドハンカにブラオ、ブーホードレなどの有力者が集まり、カルシャレ湖で発生した 紛争解決とソマリランドとの関係を確認するための打ち合わせが行われた。会議はガラド・アブドゥラヒ・ガラド・ソーフェ（デュルバハンテ氏族のFaarax Garaad支族）が主催し、東ブラオのSuldaan Maxamuud Guuleed（イサック氏族のハバル・ジェロ支族）とSuldaan Maxamuud Xaaji Xuseen（イサック氏族のイムラン支族）、Suldaan Siciid Cismaan Cali（デュルバハンテ氏族）、Garaad Saleebaan Buraale（デュルバハンテ氏族のQayaad支族）などが出席。
2011年2月、赤十字国際委員会がカルシャレ湖の負傷者のための医療品をブーホードレの知事に送り、ブーホードレからHurufadhi, ハドハドハンカ, Sool Joogtoなどに送られた。
2015年1月、軍閥チャツモ国がブーホードレを中心にQararro, ハマラグヒド, バリアド, サーヘール, コリレイ, Buucaneなどを支配していた。ソマリランド軍はカラバイドを拠点としていた。プントランドの副大統領はブーホードレ、Burco、ハドハドハンカなどを訪問し、ハドハドハンカの建物の起工式に参加している。一方、ソマリランドの保険大臣がブーホードレを訪問し、ソマリランド大統領がオダンレを訪問して建物の起工式に参加している。
2016年9月、ハドハドハンカのAxmed J. Jengeli高校が、授業料が無償で教師が常駐していると報道で紹介された。
2016年12月、ハドハドハンカとオダンレの周辺で急性水様性下痢が発生し、12人以上が死亡した。
2017年1月時点のこの辺りの状況について「ソマリランドのブーホードレ地区は、コリルグド、ブーホードレのハドハドハンカ、ウィドウィドの3区に分けられているが、ソマリランドが制御しているのはコリルグドとウィドウィドのみであり、ブーホードレには制御が及んでいない」と報じられている。
2017年、プントランドの企業Numacoは、プントランド政府、イスラム銀行との共同プロジェクトで、Jalam, Karinkafood, Dandan, ハドハドハンカ, ガローウェ. Xaarxaarkaに井戸を作っている。
2019年4月、ハドハドハンカとQabri-huluulの井戸が使えなくなったため、ブーホードレ地区全体が水不足となった。セーブ・ザ・チルドレンが水運搬車を9つの村に派遣した。ソマリランド政府にも水運搬車が要請されたと報じられた。井戸を補修するための掘削機も老朽化で使えなくなっていた。
2021年1月、ソマリランド選挙が行われることを阻止するためにプントランドが軍を派遣し、ハドハドハンカ、Kalshaale, Hagooggane, Maygaagle, Gocondhaale, Ceegaagなどの集落で阻止に成功したと報じられた。